# 乌克兰石油天然气公司
乌克兰石油天然气公司（烏克蘭語：НАК "Нафтогаз України"，Naftogaz）是乌克兰最大的国家石油公司，也是乌克兰政府下轄的一家国有公司 。 该公司主要從事天然气和石油的开采、运输、精炼，並直接向消费者供应天然气和液化气。